# Rodolphe de Saint-Trond
Rodolphe de Saint-Trond (en latin Rodulfus, ou Rudolphus Sancti Trudonis), né vers 1070 et décédé en 1138, était un moine bénédictin de l’abbaye de Saint-Trond en Belgique. Abbé de son monastère il est connu comme chroniqueur et compositeur musical.

## Œuvres
Un traité de musique, intitulé Quaestiones in musica lui est attribué par Rudolf Steglich Ce même traité est parfois attribué à  Francon de Liège.
Les abbayes plus importantes avaient leur ‘chroniqueur’, un moine nommé pour tenir au jour le jour la chronique des faits importants de la vie de l‘abbaye. Rodolphe laissa pour la postérité une « Gesta Abbatum Trudonensium »’ - ‘faits’ concernant les abbés de Saint-Trond – commençant en 999, avec l’abbé Adélard Ier et se terminant à son élection comme abbé du monastère en 1108. Il est contemporain des événements qu'il raconte depuis l'abbé Adélard II (1055).
Sa description de la vie monastique donne une grande place, avec multiples détails, au chant et la formation musicale monastique. Il semble être à l’école de Guido d'Arezzo. Henri de Lubac lui rend hommage, dans son œuvre monumentale ‘Exégèse médiévale (4 volumes), reconnaissant en lui un historien exact et remarquablement précis dans sa recherche de la vérité historique. Le volume 173 de la Patrologie latine de Migne contient ses œuvres. 